# Chrysaora pacifica
Chrysaora pacifica är en manetart som först beskrevs av Goette 1836.  Chrysaora pacifica ingår i släktet Chrysaora och familjen Pelagiidae. Inga underarter finns listade i Catalogue of Life.